# Ізраїльсько-турецькі відносини

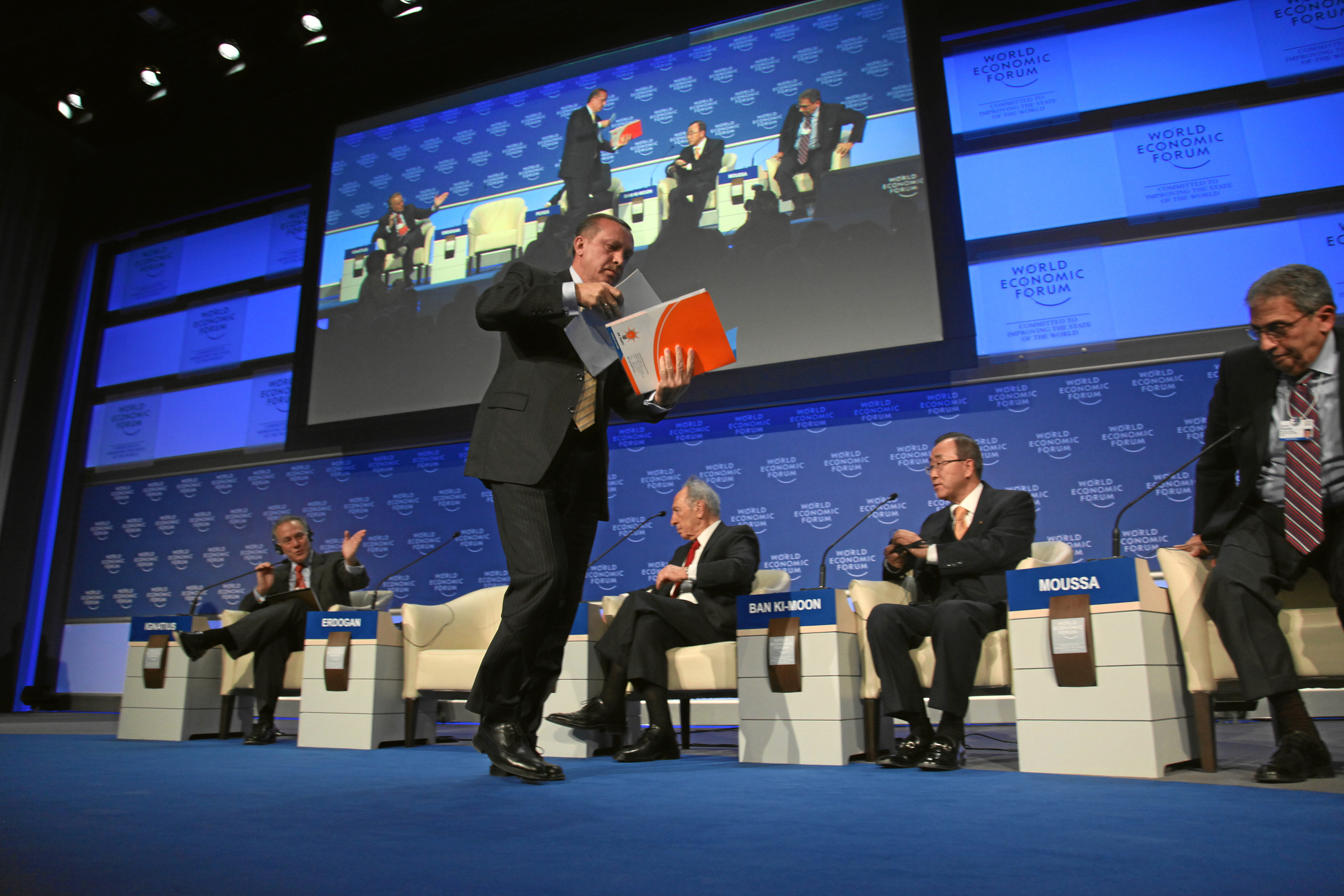
Реджеп Ердоган залишає Всесвітній економічний форум в Давосі після перепалки з президентом Ізраїлю Шимоном Пересом, 29 січня 2009

Ізраїльсько-турецькі відносини — двосторонні відносини між Ізраїлем і Турецькою Республікою.

## Історія відносин
Туреччина була однією з перших країн, які визнали державу Ізраїль. Тривалий час Туреччина і Ізраїль підтримували тісне економічне і військове партнерство. Зокрема, уряди обох країн підписали угоду про багатомільярдний проект спорудження газо- і нафтопроводів з Туреччини до Ізраїлю.

### 2003-2010
У 2003 р в Ізраїлі заснована асоціація «Аркадаш» (Arkadas Association), для збереження спадщини турецько-єврейської культури, з штаб-квартирою в місті Єгуда. У 2004 році євреями і турками Німеччини було засновано товариство імені Юлькюмена і Сарфати. З моменту обрання в 2003 році прем'єр-міністром Туреччини лідера Партії справедливості і розвитку Реджепа Ердогана відзначається стрімка ісламізація Туреччини одночасно з посиленням антиізраїльської риторики. Туреччина все активніше стала дистанціюватися від Ізраїлю. Важливими етапами в погіршенні щодо стали операція «Литий свинець» в Секторі Газа в кінці 2008 - початку 2009 і захоплення ізраїльськими ВМС турецького судна "Маві Мармара" (31 травня 2010 року), який намагався прорвати блокаду Гази (при цьому, ряд джерел вважає, що конфлікт із захопленням «Флотилії свободи» був спровокований саме турецькими політиками. У січні 2010 року в газеті «Гаарец» була опублікована доповідь Міжнародного центру політичних досліджень при Міністерстві закордонних справ Ізраїлю, в який затверджується, що антиізраїльські виступи турецького прем'єр-міністра Ердогана сприяли зростанню антисемітських настроїв в турецькому суспільстві.

### 2010-ті
Одним з результатів погіршення відносин з Туреччиною стало швидке зближення Ізраїлю з Грецією і Кіпром.
Міністерство закордонних справ Туреччини закликало міжнародну спільноту та Організацію Об'єднаних Націй виступити з необхідними ініціативами для припинення військової операції Ізраїлю в секторі Газа наприкінці 2012 р., яку він назвав ще одним прикладом ворожої політики Ізраїлю. Міністр закордонних справ Туреччини Ахмет Давутоглу вбачає в цій атаці ще один акет із "злочинів проти людства" в Ізраїлі. Турецький прем'єр-міністр Реджеп Таїп Ердоган звинуватив ООН 19 листопада у невиконанні дій щодо смертельних ізраїльських бомбардувань сектору Газа, назвавши Ізраїль "терористичною державою", яка "вбиває невинних дітей".
Під час виступу у Відні 1 березня 2013 року на заході ООН турецький прем'єр-міністр Реджеп Тайіп Ердоган присвятив діалогу між Заходом та Ісламом, засуджуючи зростаючий расизм у Європі та той факт, що багато мусульман ", які живуть в інших країнах, ніж власні "часто стикаються з жорсткою дискримінацією. Ердоган описав сіонізм як "злочин проти людства", сказавши: "Потрібно, щоб ми розглядали - як і сіонізм, або антисемітизм, або фашизм - ісламофобію". В інтерв’ю Euronews Шимон Перес стверджував, що висловлювання Ердогана ґрунтуються на незнанні, і вони піднімають полум’я ненависті. 20 березня Ердоган розпочав офіційний візит до Данії, намагаючись пояснити свої висловлювання, зроблені ним 27 лютого на конференції ООН у Відні, посилаючись на сіонізм як злочин проти людства. "Нехай ніхто не розуміє того, що я сказав. Всім відомо, що моя критика [Ізраїлю] зосереджена на деяких критичних питаннях. Вона спрямована, зокрема, на політику Ізраїлю щодо Гази", - сказав Ердоган в інтерв'ю данській газеті "Політикен". Ердоган заявляв, що лютневі коментарі не були антисемітськими, а скоріше критикою політики Ізраїлю.

#### Спроби порозуміння
22 березня 2013 року Нетаньяху зателефонував Ердогану і вибачився за інцидент у Флотилії в Газі.  В офіційній заяві уряд Ізраїлю висловив жаль з приводу погіршення двосторонніх відносин і описав цей інцидент як ненавмисний, з жалем і затьмарений "операційними помилками". Пізніше Ердоган виступив із заявою, прийнявши вибачення від імені турецького народу. Також Ізраїль заявив, що компенсує втрати сім'ям жертв. Президент США Барак Обама, візит якого до Ізраїлю збігся з цими подіями і йому приписують посередництво у примиренні, заявив, що США "надають великого значення відновленню позитивних відносин між [Ізраїлем та Туреччиною] з метою просування регіонального миру та безпеки." 
У грудні 2015 року Туреччина та Ізраїль розпочали переговори про відновлення дипломатичних зв'язків, проте розбіжності між сторонами продовжуються.